# 佩卡·马里亚迈基
佩卡·马里亚迈基（芬蘭語：Pekka Marjamäki，1947年12月18日—2012年5月10日），芬兰男子冰球运动员。他曾代表芬兰参加1972年和1976年冬季奥林匹克运动会冰球比赛，分别获得第五名和第四名。